# Papilio canadensis
Papilio canadensis är en fjärilsart som beskrevs av Rothschild och Jordan 1906. Papilio canadensis ingår i släktet Papilio och familjen riddarfjärilar. Inga underarter finns listade i Catalogue of Life.

## Bildgalleri

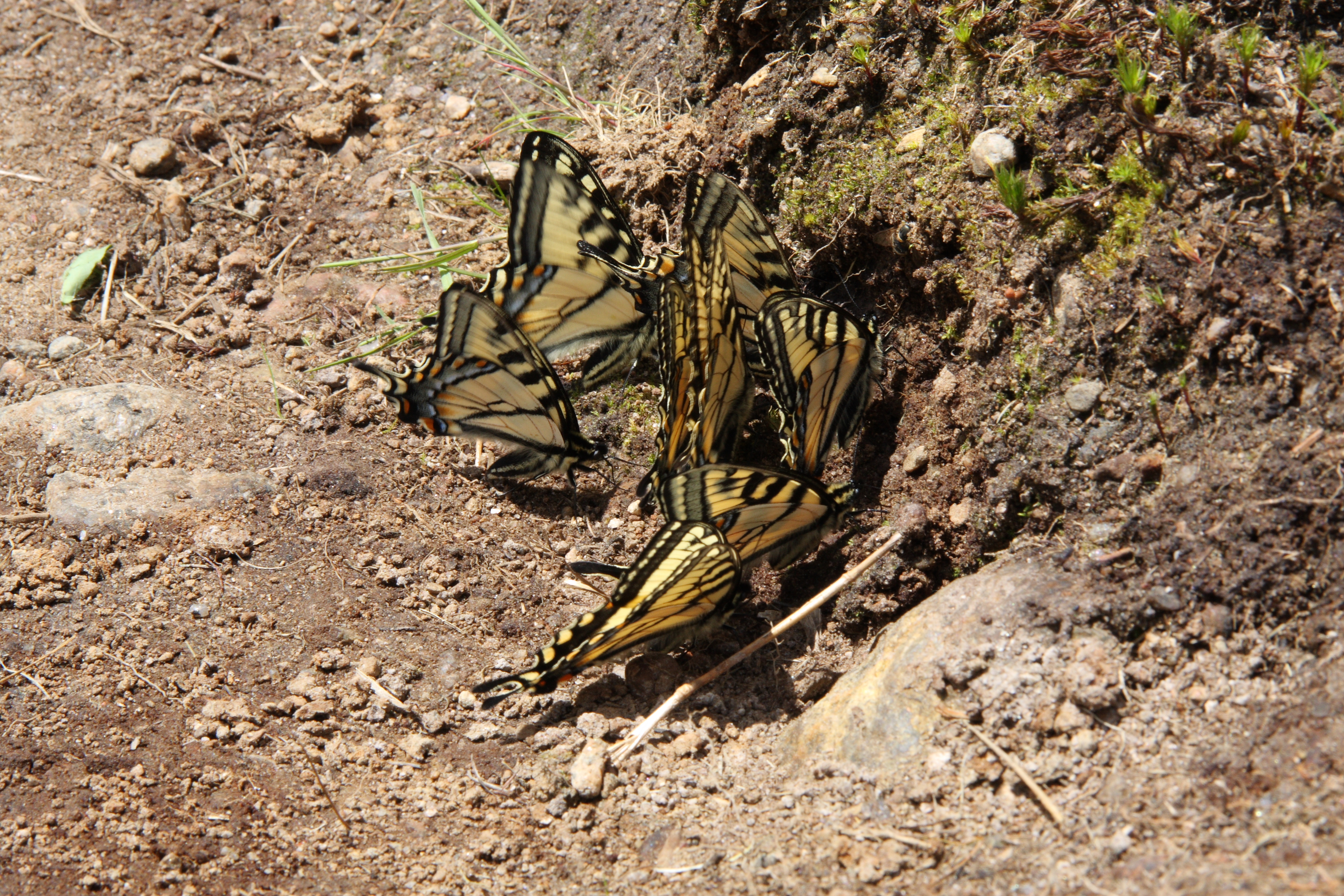
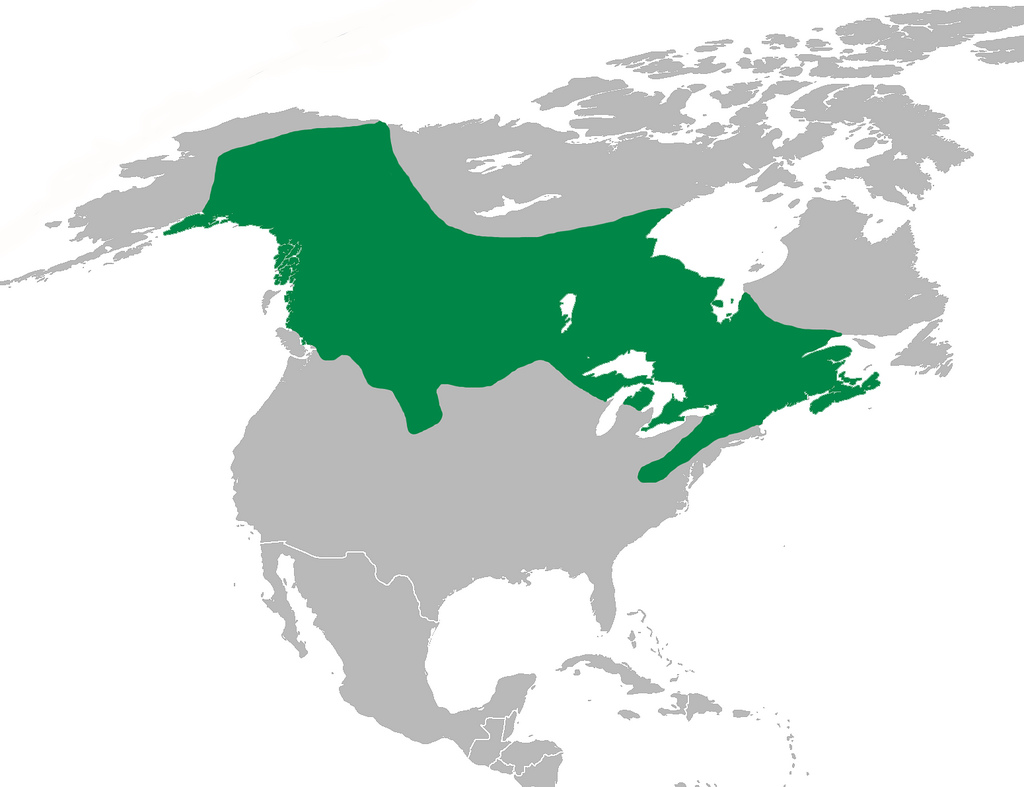
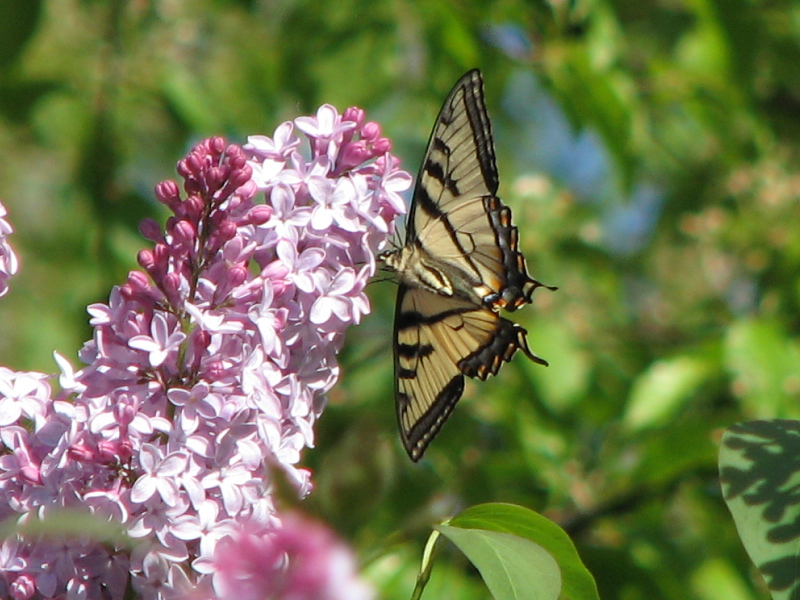
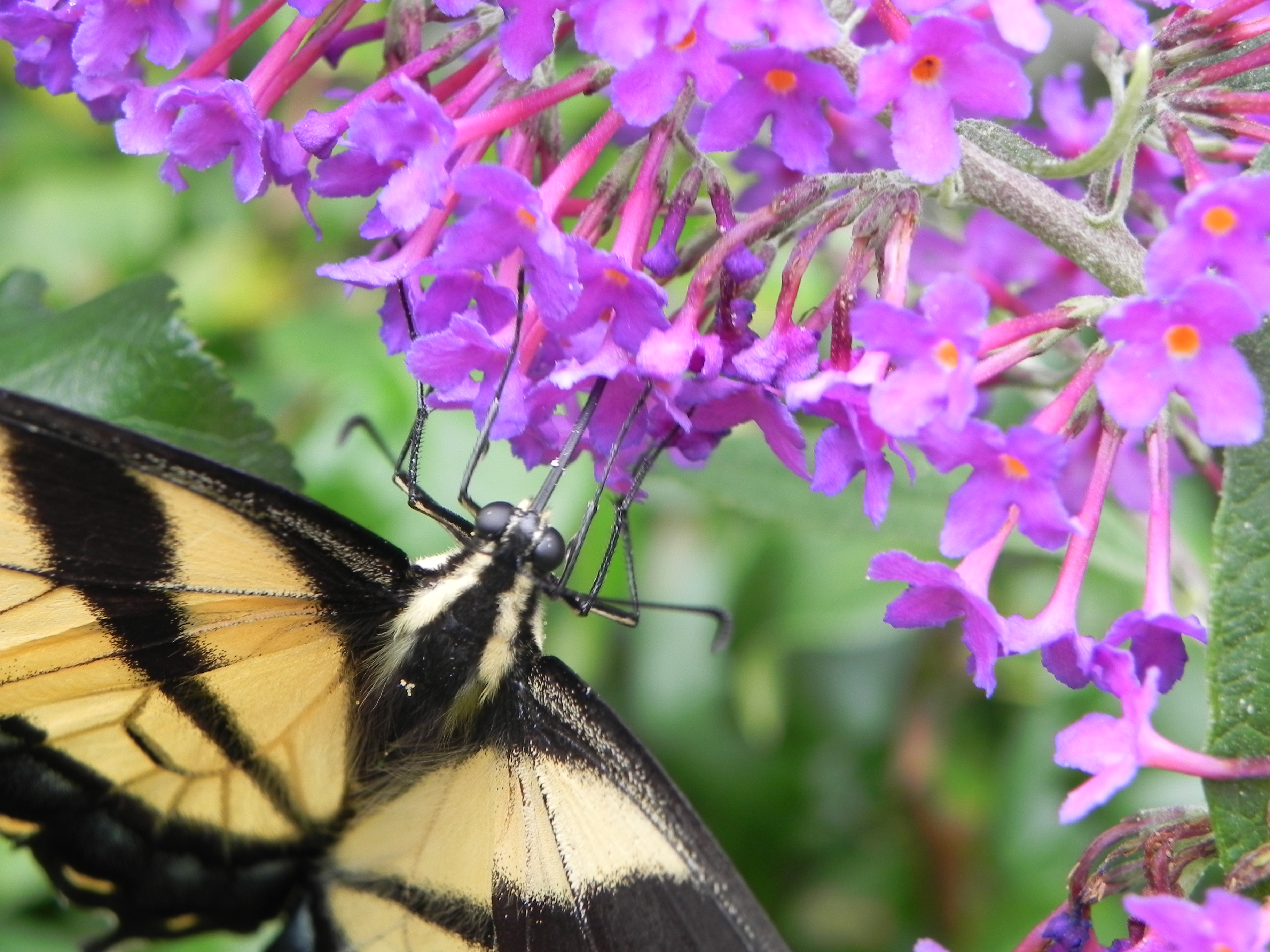
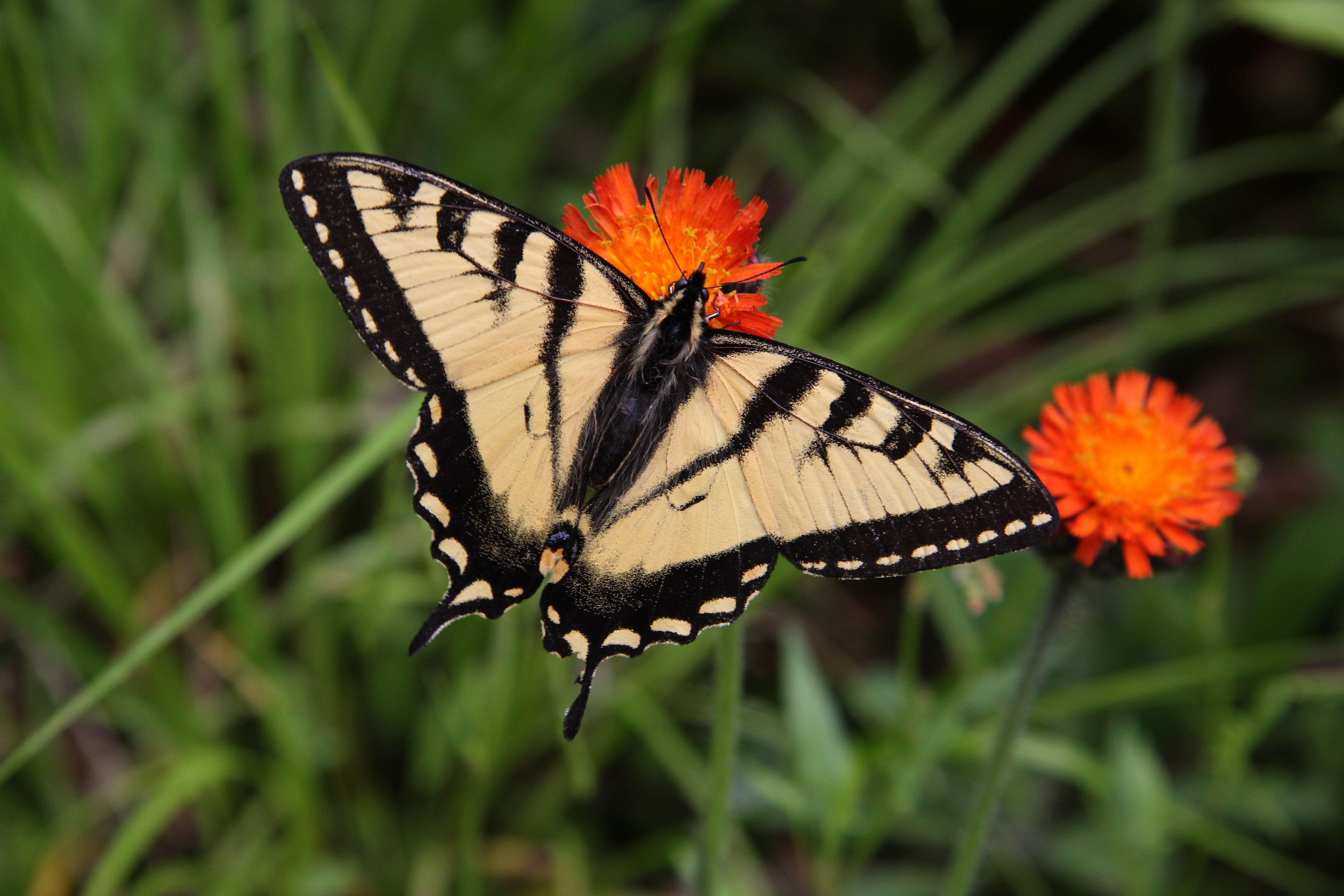